# مجموعة قوانغتشو لصناعة السيارات
مجموعة قوانغتشو لصناعة السيارات المحدودة (GAIG)  هي شركة قابضة مساهمة صينية المملوكة للدولة [بحاجة لمصدر] تمتلك العديد من شركات صناعة السيارات الصينية.
الشريك الصيني للشركات اليابانية تويوتا وهوندا ، تمتلك الشركة قواعد الإنتاج الصينية التي تنتج إصدارات السوق الصينية من نماذج شركات صناعة السيارات اليابانية ، [بحاجة لمصدر] التي تباع جيدًا في جنوب الصين اعتبارًا من عام 2010.
من الممكن أن يكون لديها مشروع مشترك مع جونسون كنترولز ، والذي كان يجب أن يبدأ الإنتاج في عام 2010 على الرغم من أن الشريك الصيني الأخير للشركة قد يكون مجموعة قوانغتشو للسيارات بدلاً من ذلك.
تمكنت الشركات الفرعية من تصنيع أكثر من 650،600 وحدة في عام 2011 مما جعل الشركة سادس أكثر إنتاجية في السوق المحلية.

## روابط خارجية
- الموقع الرسمي لـ GAIG
- الموقع الرسمي لـ GAC
- جوانجقي هوندا (صيني) نسخة محفوظة 2 ديسمبر 2010 على موقع واي باك مشين.
- قوانغتشو تويوتا موتور (الصينية)